# Кулебакіно
Кулеба́кіно (рос. Кулебакино) — село у складі Гур'євського округу Кемеровської області, Росія.

## Населення
Населення — 365 осіб (2010; 372 у 2002).
Національний склад (станом на 2002 рік):
- росіяни — 94 %